# Bristol Blenheim
Bristol Blenheim là một loại máy bay ném bom hạng nhẹ được thiết kế và chế tạo bởi hãng Bristol Aeroplane Company, nó được sử dụng rộng rãi trong những ngày đầu của Chiến tranh thế giới II. Nó còn được sửa đổi để làm nhiệm vụ của máy bay tiêm kích bay đêm và tầm xa, khi đang chờ loại Beaufighter đưa vào trang bị số lượng lớn. Nó là một trong những máy bay đầu tiên của Anh có vỏ ngoài làm bằng kim loại, càng đáp thu vào được, cánh tà, tháp pháo hỏa lực mạnh. Một biến thể do Canada chế tạo có tên gọi Bolingbroke được sử dụng làm máy bay huấn luyện và chống tàu ngầm..

## Biến thể
Blenheim Mk IPhiên bản ném bom hạng nhẹ hai động cơ, kíp lái ba người, trang bị 2 động cơ Bristol Mercury VIII công suất 840 hp (630 kW), vũ khí gồm một khẩu súng máy 0.303 in (7,7 mm) ở mỗi cánh, một khẩu Vickers K 0.303 in (7,7 mm) ở lưng tháp súng, tổng trọng lượng bom mang được 1.000 lb (450 kg). 1.552 chiếc. Định danh công ty là Type 142M.
Blenheim Mk IFPhiên bản tiêm kích đêm, trang bị radar đánh chặn trên không AI Mk III hoặc Mk IV, có 4 khẩu súng máy 0.303 in (7,7 mm). Khoảng 200 chiếc Blenheim Mk I đã được hoản cải sang phiên bản tiêm kích đêm Mk IF.
Blenheim Mk IIPhiên bản trinh sát tầm xa với thùng nhiên liệu bổ sung. Chỉ có 1 chiếc Mk II được chế tạo.
Blenheim Mk III
Blenheim Mk IVPhiên bản cải tiến, có giáp bảo vệ, lắp 2 động cơ công suất 905 hp (675 kW) loại Bristol Mercury XV, có 1 khẩu súng máy 0.303 in (7,7 mm) ở mỗi cánh, cộng 2 khẩu súng máy 0.303 in (7,7 mm) mtrên tháp súng, và 2 khẩu súng máy 0.303 in (7,7 mm) ở mũi, tổng trọng lượng bom mang được bên trong máy bay là 1.000 lb (450 kg) và thêm 320 lb (150 kg). 3.307 chiếc.
Blenheim Mk IVFPhiên bản tiêm kích tầm xa, trang bị 4 khẩu súng máy 0.303 in (7,7 mm) ở dưới thân. Khoảng 60 chiếc Blenheim Mk IV đã được hoán cải sang phiên bản tiêm kích Mk IVF.
Blenheim Mk VPhiên bản ném bom tầng cao, trang bị 2 động cơ Bristol Mercury XV hoặc XXV.

## Quốc gia sử dụng

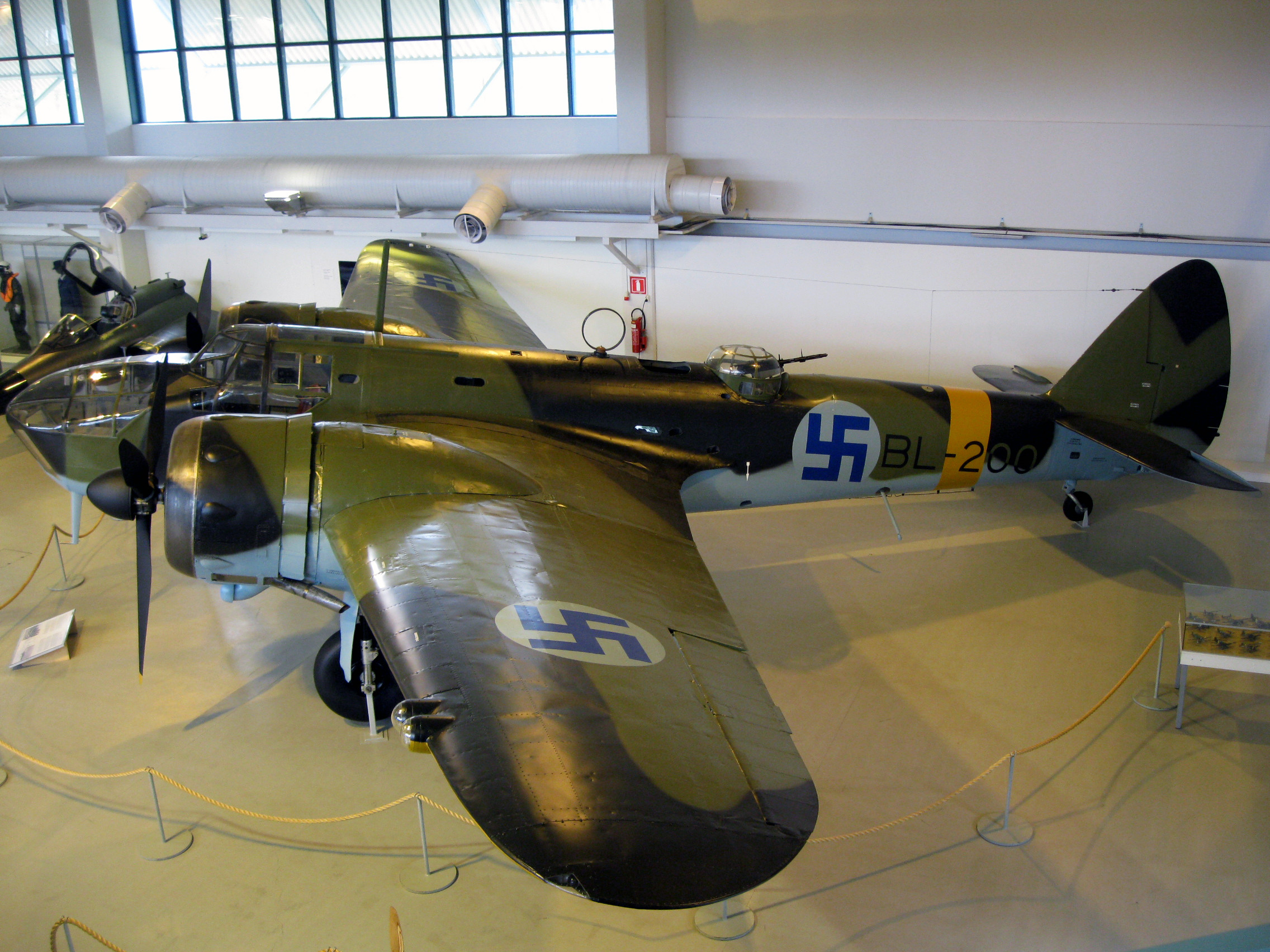
BL-200 tại Bảo tàng Hàng không miền trung Phần Lan.

- Úc
- Canada
- NDH
- Phần Lan
- Pháp
- Hy Lạp
- India
- New Zealand
- Bồ Đào Nha
- Romania
- South Africa
- Thổ Nhĩ Kỳ
- Anh Quốc
- Nam Tư

## Tính năng kỹ chiến thuật (Blenheim Mk IV)
British Warplanes of World War II

### Đặc điểm riêng
- Tổ lái: 3
- Chiều dài: 42 ft 7 in (12,98 m)
- Sải cánh: 56 ft 4 in (17,17 m)
- Chiều cao: 9 ft 10 in (3,0 m)
- Diện tích cánh: 469 ft² (43,6 m²)
- Trọng lượng rỗng: 9.790 lb (4.450 kg)
- Trọng lượng có tải: 14.400 lb (6.545 kg)
- Động cơ: 2 × Bristol Mercury XV, 920 hp (690 kW) mỗi chiếc

### Hiệu suất bay
- Vận tốc cực đại: 266 mph (231 kn, 428 km/h trên độ cao 11.800 ft (3.597 m))
- Vận tốc hành trình: 198 mph (172.25 kn, 319 km/h)
- Tầm bay: 1.460 dặm (1,270 nmi, 2.351 km)
- Trần bay: 27.260 ft (8.310 m)
- Vận tốc lên cao: 1.500 ft/phút (7,6 m/s)
- Lực nâng của cánh: 30,7 lb/ft² (150 kg/m²)
- Lực đẩy/trọng lượng: 0,13 hp/lb (.21 kW/kg)

### Vũ khí
- Súng:
  - 1 khẩu súng máy Browning.303 in (7,7 mm) ở cánh.
  - 1 hoặc 2 khẩu súng máy Browning.303 in (7,7 mm) hoặc tháp súng Nash & Thomson FN.54 ở cằm.
  - 2 khẩu Browning.303 in (7,7 mm) ở tháp pháo lưng.
- Bom: 1200 lb (540 kg)
  - 4 quả 250 lb (113 kg) hoặc
  - 2 quả 500 lb (227 kg) bên trong và 8 quả 40 lb (18 kg) bên ngoài